# La luce che sfiora di taglio la spiaggia mise tutti d'accordo
La luce che sfiora di taglio la spiaggia mise tutti d'accordo è un singolo del duo musicale italiano Colapesce Dimartino, pubblicato il 12 ottobre 2023 come quarto estratto dal secondo album in studio Lux Eterna Beach.

## Tracce
Testi e musiche di Lorenzo Urciullo, Antonio Di Martino, Federico Nardelli e Giordano Colombo.
1. La luce che sfiora di taglio la spiaggia mise tutti d'accordo – 6:19